# USS Ticonderoga (CG-47)
L'USS Ticonderoga (DDG/CG-47), soprannominata "Tico", è stata un incrociatore lanciamissili progettato per la Marina degli Stati Uniti. Nave capoclasse della classe Ticonderoga, è stata la prima unità da combattimento della Marina americana ad integrare il sistema di combattimento Aegis. Originariamente ordinata come cacciatorpediniere lanciamissili, fu successivamente riclassificata come incrociatore per incorporare le capacità previste dal programma Strike Cruiser, poi cancellato. Grazie al nuovo sistema AEGIS, la Ticonderoga era in grado di tracciare e ingaggiare più bersagli aerei contemporaneamente, superando in efficacia qualsiasi precedente nave da guerra americana.
Entrata in servizio nel 1983, la Ticonderoga fu inizialmente dispiegata nel Mediterraneo nello stesso anno. Nei suoi primi dieci anni di carriera operativa, partecipò a missioni nel Mediterraneo, nell'Atlantico, nell'Oceano Indiano e nel Golfo Persico. Durante l'operazione Desert Storm, fu assegnata alla Battle Force Zulu e operò come coordinatrice del traffico navale nel Golfo Arabico. Sebbene fosse stata progettata per avere una vita utile di 35 anni, i suoi lanciatori binati Mark 26 divennero obsoleti con la fine della Guerra Fredda. Di conseguenza, negli anni '90 e 2000 la nave assunse principalmente missioni di lotta alla droga, effettuando numerosi pattugliamenti nei Caraibi.
Dopo essere stata dismessa nel 2004, la Ticonderoga fu conservata presso il Naval Inactive Ship Maintenance Facility di Filadelfia. Nel settembre 2020 fu trasferita a Brownsville, in Texas per essere rottamata.

## Progettazione e costruzione
Il contratto per la costruzione della DDG-47 Ticonderoga fu assegnato ai cantieri navali Ingalls il 22 settembre 1978. Basata sul progetto del cacciatorpediniere classe Spruance, la nave presentava due grandi tughe e il sistema Aegis, che aumentarono il dislocamento da 6.900 a 9.600 tonnellate. Ogni tuga ospitava un radar AN/SPY-1, fornendo una copertura a 360° dello spazio aereo. Dopo la cancellazione del programma Strike Cruiser, alla classe Ticonderoga furono aggiunte capacità di nave ammiraglia, venendo riclassificata come incrociatore (CG-47) il 1º gennaio 1980.
La chiglia della Ticonderoga fu impostata il 21 gennaio 1980, il 35º anniversario del devastante attacco kamikaze alla portaerei Ticonderoga di classe Essex. La nave fu varata il 25 aprile 1981 e il battesimo avvenne il 16 maggio 1981 alla presenza della First Lady Nancy Reagan, sponsor principale della nave. Consegnata alla Marina degli Stati Uniti il 13 dicembre 1982 e messa in servizio a Pascagoula, Mississippi, il 22 gennaio 1983 sotto il comando del capitano Roland Guilbault.

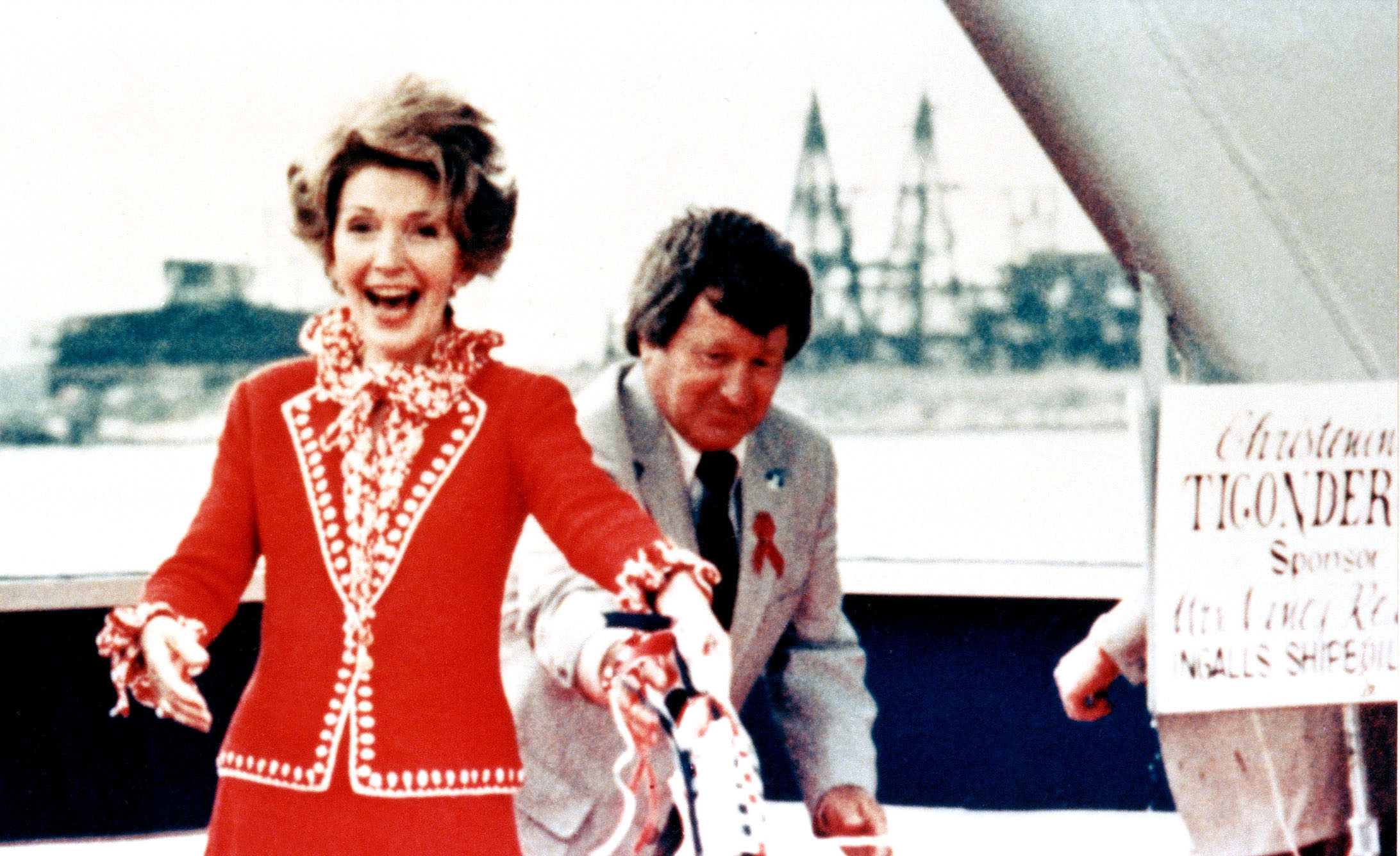
La first lady statunitense Nancy Reagan battezzò la USS Ticonderoga il 16 maggio 1981.

### Denominazione
La Ticonderoga è la quinta nave della Marina degli Stati Uniti a portare questo nome. Prese il nome dalla cattura di Fort Ticonderoga nel 1775, l'inizio dell'offensiva americana durante la Rivoluzione americana.  Il nome "Ticonderoga" deriva dalla parola irochese tekontaró:ken, che significa "si trova all'incrocio di due corsi d'acqua". La maggior parte delle navi della classe Ticonderoga prendono il nome da battaglie significative nella storia degli Stati Uniti.

## Carriera

### Anni '80
Dopo l'entrata in servizio, la Ticonderoga raggiunse la sua nuova base operativa, la Stazione Navale di Norfolk, in Virginia. Durante il viaggio inaugurale, completò esercitazioni nel Mar dei Caraibi e nell'Oceano Atlantico, arrivando a Norfolk il 3 giugno 1983. Successivamente, il 20 ottobre dello stesso anno, fu schierata nel Mediterraneo con il gruppo d'attacco della portaerei USS Independence.
Nel corso della missione, effettuò una breve sosta a Portsmouth, in Inghilterra, per poi essere inviata sulla costa di Beirut in seguito al bombardamento della caserma dei Marines statunitensi del 23 ottobre 1983. Durante i suoi 48 giorni trascorsi in posizione, utilizzò i suoi cannoni da 127mm per colpire postazioni di artiglieria nemiche che avevano cercato di abbattere due aerei da caccia F-14 Tomcat che eseguivano una missione di ricognizione sul Libano. Dopo aver trascorso il Capodanno ad Haifa, in Israele, tornò a Norfolk il 4 maggio 1984.
L'8 settembre 1984, mentre conduceva esercitazioni a est di Mayport, in Florida, scoppiò un incendio nel condotto di scarico del motore principale di poppa. Le squadre antincendio spensero il fuoco e la Ticonderoga tornò a Norfolk con la propria propulsione all'inizio di ottobre.
Il 23 marzo 1986, la Ticonderoga, mentre conduceva un'esercitazione di libera navigazione nel Golfo della Sirte,  nome in codice "Operazione Attain Document", si spostò a sud, spingendosi oltre alla cosiddetta "Linea della morte" in Libia, coperta da aerei da combattimento. La Libia rispose attaccando senza successo gli aerei da combattimento. Ticonderoga rispose distruggendo diverse motovedette libiche. Per il suo contributo all'operazione, la nave ricevette il suo secondo Navy Unit Commendation e la Navy Expeditionary Medal. Durante gli attacchi aerei congiunti della Marina e dell'Aeronautica Militare statunitensi contro obiettivi libici il 15 aprile, fu insignita della Armed Forces Expeditionary Medal.
Verso la fine del decennio prestò servizio nel Golfo Persico nell'ambito dell'operazione Earnest Will, sotto il comando del capitano James M. Arrison III della Marina degli Stati Uniti.

### Anni '90
Nel corso degli anni '90, la Ticonderoga continuò a operare in numerosi teatri internazionali. Per un periodo, fu assegnata a Pascagoula, Mississippi, come parte del Comando del Western Hemisphere Group delle Naval Surface Forces Atlantic. Sebbene costruita per una vita operativa di 35 anni, le limitazioni dei lanciatori binati Mark 26, ormai superati, ridussero la sua rilevanza strategica alla fine della Guerra Fredda. Di conseguenza, la sua missione si orientò verso operazioni antidroga e pattugliamenti nei Caraibi.

### Anni 2000

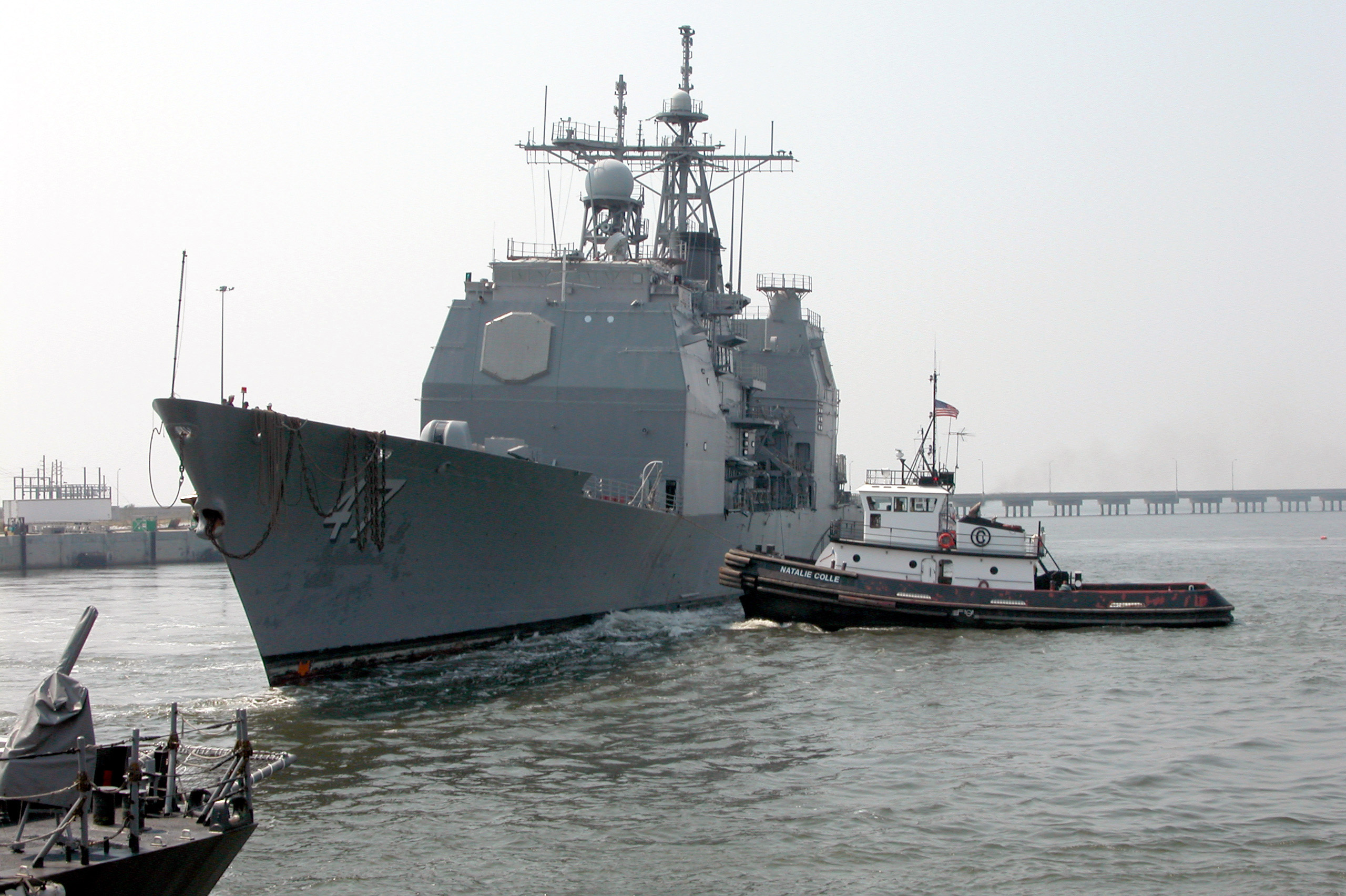
La Ticonderoga venne rimorchiata dalla stazione navale di Pascagoula subito dopo il suo disarmo, avvenuto il 30 settembre 2004.

Il 4 maggio 2004, durante il suo ultimo dispiegamento operativo, la Ticonderoga attraversò il Canale di Panama e si spostò nell'emisfero australe, dove l'equipaggio partecipò alle tradizionali cerimonie del passaggio dell'Equatore. In questa fase, effettuò visite ai porti di Cozumel (Messico), Colon (Panama), Mayport (Florida), Guantánamo Bay (Cuba), Cartagena (Colombia), Balboa (Panama) e Puerto Quetzal (Guatemala).
Da aprile a giugno ha condotto operazioni antidroga in collaborazione con le autorità militari colombiane. La nave intercettò cinque imbarcazioni di contrabbando "go-fast" e un peschereccio, sequestrando oltre 6.000 chilogrammi di cocaina e arrestando 25 sospetti trafficanti.
Fu dismessa il 30 settembre di quell'anno. Dopo il suo disarmo, venne rimorchiata presso la Naval Inactive Ship Maintenance Facility di Filadelfia. Nel 2010 la Marina Militare americana ne ha offerto la donazione al museo. Fu fatto uno sforzo per portare la Ticonderoga a Pascagoula, Mississippi, dove fu costruita, per usarla come nave museo. Nel maggio 2013, la nave è stata formalmente cancellata dal registro navale, per essere smaltita. Nell'ottobre dello stesso anno, la Ticonderoga Historical Society riferì che la Marina degli Stati Uniti avrebbe demolito la nave dopo che un certo numero di potenziali siti museali non erano stati in grado di aggiungerla alle loro collezioni. Nel giugno 2014, la NAVSEA ha rilasciato una lettera di segnalazione dello smaltimento dichiarando che l'ex Ticonderoga era disponibile per l'ispezione da parte degli offerenti e pronta per lo smaltimento tramite rottamazione o affondamento. Nel settembre 2020 è arrivata a Brownsville, in Texas, per essere smantellata. 

## Dispiegamenti
| Inizio          | Termine        | Aree d'influenza             |
| --------------- | -------------- | ---------------------------- |
| 20 ottobre 1983 | 4 maggio 1984  | Atlantico settentrionale     |
| 20 aprile 2001  | 28 agosto 2001 | Caraibi e Pacifico orientale |
| 10 marzo 2004   | 4 agosto 2004  | Caraibi                      |

## Decorazioni
- 1x Premio di unità meritoria congiunta - (1997)[9]
- 6x Navy Unit Commendations - (Maggio 1982-Maggio 1984, Mar-Apr 1986, Ago 1987-Apr 1988, Set 1987-Mar 1989 BATTLESHIP BATTLE GROUP 1-87, Mar-Set 1990, Set 1991-Apr 1992)[9]
- 5x Encomi di unità meritevoli (3 alla nave, due come parte del Gruppo di battaglia della USS Dwight D. Eisenhower (CVN-69), 1990-1992)[9]
- 3x Nastri efficienza di battaglia (Navy E) - (1994, 1998, 2001)[9]
- 1x Medaglia di spedizione della Marina - (marzo-giugno 1986)[9]
- 2x Medaglia al servizio della difesa nazionale[9]
- 4x Medaglie di spedizione delle Forze Armate[9]
- 1x Medaglia al servizio dell'Asia sud-occidentale - (ottobre 1991-febbraio 1992)[9]
- 2x Medaglie al servizio delle Forze Armate[9]
- 2x Nastri del servizio operazioni speciali della guardia costiera[9]
- (multiplo) Nastro di distribuzione del servizio marittimo
- 2x Lettere di encomio del Segretario della Marina (una alla nave, una come parte del Battleship Battle Group 1-87, 1987-1988)[9]
- 1x Lettera di encomio Capo delle operazioni navali[9]
- Trofeo della flotta Arleigh Burke - (2003)

## Nella cultura popolare
Ticonderoga è stata protagonista del romanzo di Tom Clancy del 1986 Uragano Rosso, in cui difende i gruppi di battaglia della USS Nimitz e la USS Saratoga contro l'attacco, saturante, da parte di missili antinave da parte dei bombardieri sovietici Tu-22M nel Mare di Norvegia, subendo gravi danni.
Ticonderoga è menzionata nella canzone "Shore Leave" di Tom Waits contenuta nel suo album del 1983 Swordfishtrombones.